# Georgi Lwowitsch Brussilow

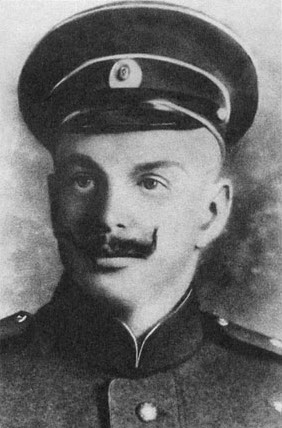
Georgi Lwowitsch Brussilow

Georgi Lwowitsch Brussilow (russisch Георгий Львович Брусилов; wissenschaftliche Transliteration Georgij L'vovič Brusilov, * 7. Maijul. / 19. Mai 1884greg. in Nikolajew, Gouvernement Cherson; † 1914 in der Arktis) war ein russischer Marineoffizier und Polarforscher.
Von 1910 bis 1911 nahm Brussilow an einer hydrographischen Expedition auf den Eisbrechern Taimyr und Waigatsch teil, welche ihn in die Tschuktschen- und die Ostsibirische See führte.
1912 quittierte Brussilow den Dienst, um sich mit der Robbenjagd in den arktischen Gewässern zu befassen. Mit finanzieller Unterstützung seines Onkels B. A. Brussilow erwarb er den Schoner St. Anna, den er über den nördlichen Seeweg, die Nordostpassage, nach Wladiwostok überführen wollte. Mitte September erreichte die St. Anna durch die Jugorstraße die Karasee. Westlich der Jamal-Halbinsel wurde das Schiff jedoch von Eis eingeschlossen und driftete in Richtung Norden. Da sich bis zum Frühjahr 1914 keine Besserung ergab, entschied ein Teil von Brussilows Crew, das Schiff zu verlassen, um zu versuchen zu Fuß über das gefrorene Eis in den Süden und die Zivilisation zurückzukehren. Zwei dieser Männer, der Navigator Walerian Albanow (1881–1919) und der Matrose Alexander Konrad (1890–1940), wurden 1914 von Mitgliedern einer anderen russischen Polarexpedition, die Georgi Jakowlewitsch Sedow angeführt hatte, auf der Northbrook-Insel gefunden und gerettet. Die beiden blieben die einzigen Überlebenden der Brussilow-Expedition. Das Schicksal Brussilows und der auf der St. Anna zurückgebliebenen Besatzungsmitglieder konnte bis heute nicht aufgeklärt werden.
Nach fast 100 Jahren im ewigen Eis der Arktis sind 2010 Spuren der Brussilow-Expedition entdeckt worden. Russischen Forschern zufolge können die an der südwestlichen Küste Prinz-Georg-Lands zwischen Kap Neill und Kap Grant gefundenen menschlichen Gebeine, Gebrauchsgegenstände und Tagebuchseiten einem Mitglied der von Albanow geführten Gruppe zugeordnet werden.
Ihm zu Ehren benannt sind die Brussilow-Nunatakker in der Antarktis.